# (241) Germania
(241) Germania ist ein Asteroid des äußeren Hauptgürtels, der am 12. September 1884 vom deutschen Astronomen Karl Theodor Robert Luther an der Sternwarte Düsseldorf entdeckt wurde.
Der Asteroid wurde benannt nach dem lateinischen Name für Deutschland, dem Heimatland des Entdeckers.

## Wissenschaftliche Auswertung
Aus Daten radiometrischer Beobachtungen in Infraroten aus dem Jahr 1974 vom Cerro Tololo Inter-American Observatory in Chile wurden für (241) Germania erstmals Werte für den Durchmesser und die Albedo von 200 km und 0,03 bestimmt. Aus Ergebnissen der IRAS Minor Planet Survey (IMPS) wurden 1992 Angaben zu Durchmesser und Albedo für zahlreiche Asteroiden abgeleitet, darunter auch (241) Germania, für die damals Werte von 168,9 km bzw. 0,06 erhalten wurden. Eine Auswertung von Beobachtungen durch das Projekt NEOWISE im nahen Infrarot führte 2011 zu vorläufigen Werten für den Durchmesser und die Albedo im sichtbaren Bereich von 186,3 km bzw. 0,05. Nach neuen Messungen mit NEOWISE wurden die Werte 2014 auf 181,6 km bzw. 0,05 korrigiert. Nach der Reaktivierung von NEOWISE im Jahr 2013 und Registrierung neuer Daten wurden die Werte 2015 zunächst mit 164,2 km bzw. 0,06 angegeben und dann 2016 korrigiert zu 159,3 oder 162,2 km bzw. 0,06, diese Angaben beinhalten aber alle hohe Unsicherheiten.
Eine spektroskopische Untersuchung von 820 Asteroiden zwischen November 1996 und September 2001 am La-Silla-Observatorium in Chile ergab für (241) Germania eine taxonomische Klassifizierung als C- bzw. Cb-Typ.
Photometrische Messungen des Asteroiden fanden statt vom 21. bis 29. August 1990 am La-Silla-Observatorium. Es konnte dabei aber keine Rotationsperiode sicher abgeleitet werden, da die aufgezeichnete Lichtkurve weniger als eine halbe Periode abdeckte. Als wahrscheinlichster Wert wurden 15,2 h angenommen. Weitere Messungen erfolgten vom 12. Oktober bis 2. November 1991 während vier Nächten an der Außenstelle Tshuhujiw des Charkiw-Observatoriums in der Ukraine. Aus den kurzen Beobachtungen in jeder Nacht wurde zwar für die Rotationsperiode ein Wert von 8,998 h abgeleitet, es wurden aber auch andere Ergebnisse als möglich erachtet.
Neue Beobachtungen vom 5. November bis 13. Dezember 1991 am Osservatorio Astrofisico di Catania in Italien führten dann allerdings zu einer von den früheren Ergebnissen abweichenden Rotationsperiode von 15,570 h, die auch durch weitere Messungen vom 4. bis 8. Oktober 1996 am Observatorio de Sierra Nevada in Spanien mit einem Wert von 15,51 h bestätigt wurde. Außerdem konnten hier zwei alternative Lösungen für die Position der Rotationsachse mit wahrscheinlich prograder Rotation und die Achsenverhältnisse eines dreiachsig-ellipsoidischen Gestaltmodells des Asteroiden berechnet werden.
Abschätzungen von Masse und Dichte für den Asteroiden (241) Germania aufgrund von gravitativen Beeinflussungen auf Testkörper hatten in einer Untersuchung von 2012 zu als unrealistisch bewerteten Ergebnissen geführt.